# Сабіна Бергман-Поль
Сабіна Бергман-Поль (нім. Sabine Bergmann-Pohl; нар. 20 квітня 1946, Айзенах) — німецька політична діячка, членкиня партії Християнсько-демократичний союз.

## Біографія
У 1966 році вона почала вивчати медицину в Університеті Гумбольдта в Берліні, який закінчила в 1972 році з дипломом в медицині. У 1980 році отримала ступінь доктора медицини. У 1981 році вступила в східнонімецький Християнсько-демократичний союз.
5 квітня 1990 року була обрана головою Народної палати НДР, і оскільки Державний рада НДР була скасована, останньою главою НДР. Після об'єднання Німеччини займала пост міністра зі спеціальних питань в уряді Гельмута Коля у 1990—1991 роках. Пізніше займала посаду парламентського секретаря міністерства охорони здоров'я в 1991—1998 роках. Після приходу до влади соціал-демократів (СДПН) залишалася депутаткою бундестагу, який залишила в 2002 році.
Одружена, двоє дітей.